# 仲野泰生
仲野 泰生（なかのやすお、1955年 - ）は、日本のキュレーター。

## 経歴
1955年、東京都に生まれる。
1981年、横浜国立大学大学院（美術教育学）修了。修論のテーマは「芸術による教育。エデュケーションスルーアート」
1994年川崎市岡本太郎美術館準備室を経て、1999年同館学芸員となる。
川崎市市民ミュージアムの企画情報室長（2005年、2006年）を経て、2007年から川崎市岡本太郎美術館の学芸課長。2016年3月同館を定年退職。
2017年4月より一般社団法人京都二条国際文化芸術交流会理事長。

## 企画[5]
- 開館記念「多面体・岡本太郎―哄笑するダイナミズム」展（1999年）
- 「岡本太郎と縄文」展（2001年）
- 「岡本太郎とメキシコ－熱いまなざし」展（2002年）
- 「前衛下着道－鴨居羊子とその時代 岡本太郎・今東光・司馬遼太郎・具体美術協会」展（2010年）
- 生誕100年「人間・岡本太郎」展（2011年）
- 「記憶の島―岡本太郎と宮本常一が撮った日本」展（2012年）
- 「Hibinoonside offside 日比野克彦」展（2013年）
- 「岡本太郎とアール・ブリュット―生の芸術の地平へ」展（2014年）
- 「岡本太郎と中村正義 『東京展』日本の美術界に挑む」展（2015年）
- 「竹田鎭三郎―メキシコに架けたアートの橋、岡本太郎《明日の神話》を支えた画家」展（2015年）